# Yoshiteru Yamashita
Yoshiteru Yamashita (山下 芳輝, Yamashita Yoshiteru, Fukuoka, 21 november 1977) is een Japans voormalig voetballer die als aanvaller speelde.

## Carrière
Yoshiteru Yamashita speelde tussen 1996 en 2010 voor Avispa Fukuoka, Vegalta Sendai, Kashiwa Reysol, Omiya Ardija, Tochigi SC en FC Ryukyu.

## Japans voetbalelftal
Yoshiteru Yamashita debuteerde in 2001 in het Japans nationaal elftal en speelde 3 interlands.

## Statistieken
| Japans voetbalelftal | Japans voetbalelftal | Japans voetbalelftal |
| Jaar                 | Wed.                 | Dlp.                 |
| -------------------- | -------------------- | -------------------- |
| 2001                 | 2                    | 0                    |
| 2002                 | 0                    | 0                    |
| 2003                 | 1                    | 0                    |
| Totaal               | 3                    | 0                    |